# Light Shine
Light Shine es el quinto álbum de estudio del cantautor estadounidense Jesse Colin Young, publicado en abril de 1974 por el sello Warner Bros. Records.

## Recepción de la crítica
Un escritor no especificado de Billboard escribió: “Como siempre, Young ha creado un hermoso conjunto melódico, resaltado por su voz alta y excelente, arreglos instrumentales de primer nivel y la mezcla adecuada entre canciones relativamente largas y atajos. La verdadera fortaleza de Young a lo largo de su carrera ha sido generalmente su talento para escribir letras magníficas e interpretarlas igual de magníficamente, y este talento brilla aquí a medida que pasa del rock a la balada y al material de jazz.”. Un escritor no especificado de la revista Cash Box describió Light Shine como “una excursión musical a una de las mentes más fértiles e imaginativas de la industria”. Un escritor no especificado de la revista Record World declaró: “La música suave y relajada, a su manera tranquila, atrae de manera convincente la atención total del oyente. . . debido a su pura belleza”.

## Lista de canciones
Todas las canciones escritas y compuestas por Jesse Colin Young, excepto donde esta anotado. 
| Lado uno |                                                                                                   |                       |  |
| N.º      | Título                                                                                            | Duración              |  |
| 1.       | «California Suite» I. «California Child» II. «Grey Day» (Suzi Young, J. Young) III. «Light Shine» | 18:58 2:22 11:15 5:21 |  |

| Lado dos |                                               |          |  |
| N.º      | Título                                        | Duración |  |
| 1.       | «Pretty and the Fair»                         | 2:36     |  |
| 2.       | «Barbados»                                    | 2:56     |  |
| 3.       | «Motorcycle Blues»                            | 3:39     |  |
| 4.       | «The Cuckoo» (tradicional, arr. por J. Young) | 6:51     |  |
| 5.       | «Susan»                                       | 4:16     |  |

## Créditos y personal
Créditos adaptados desde las notas de álbum de Light Shine.
Músicos
- Jesse Colin Young – voces, guitarra
- Jeffrey Myer – batería, conga, percusión
- Scott Lawrence – piano, teclados, armonía
- Kelly Bryan – bajo eléctrico
- Jim Rothermel – saxofón alto y soprano, flauta, clarinete, flauta dulce, armónica
- Ozzie Ahlers – piano eléctrico
- Marty David – bajo eléctrico
- Jerry Corbitt – armonía
- Suzi Young – armonía

Personal técnico
- Jesse Colin Young – productor, mezclas
- Blue Hazlehurst – ingeniero de audio
- John Adams – ingeniero de audio
- Jon Sievert – fotografía

## Posicionamiento
| Gráfica (1974)                            | Pico de posición |
| ----------------------------------------- | ---------------- |
| Canadá (RPM Top Albums)                   | 37               |
| Estados Unidos (Billboard Top LPs & Tape) | 37               |
| Estados Unidos (Cash Box Top Country LPs) | 60               |
| Estados Unidos (Record World Album Chart) | 58               |